# 흡혈형사 나도열
"흡혈형사 나도열"은 이시명 감독의 영화로 2006년 2월 9일 개봉하였다. 참고로 이시명 감독은 해당 영화에 앞서 <블루엔젤>로 두 번째 메가폰을 잡을 계획이었으나 이런저런 사정 때문에 무산됐다.

## 줄거리
루마니아 트란실바니아 지역에서 드라큘라의 목을 문 모기가 항공기 유리창에 붙어 서울까지 온다. 모기는 거리에서 시비 중인 불량형사 나도열의 목을 물고, 이 후 나도열은 흥분을 하면 피가 역류하여 흡혈귀로 변신한다.

## 출연
- 김수로 : 나도열 역
- 조여정 : 연희 역
- 천호진 : 강형사 역
- 손병호 : 탁문수 역
- 오광록 : 비오 신부 역